# Arenaria qinghaiensis
Arenaria qinghaiensis là loài thực vật có hoa thuộc họ Cẩm chướng. Loài này được Y.W.Tsui & L.H.Zhou mô tả khoa học đầu tiên năm 1980.